# 17 mai
Pour les articles homonymes, voir Dix-Sept-Mai.
17 avril 17 juin
Chronologies thématiques
- Croisades
- Ferroviaires
- Sports
- Disney
- Anarchisme
- Catholicisme

Abréviations / Voir aussi
- (° 1852) = né en 1852
- († 1885) = mort en 1885
- a.s. = calendrier julien
- n.s. = calendrier grégorien
- Calendrier
- Calendrier perpétuel
- Liste de calendriers
- Naissances du jour

Le 17 mai est le 137e jour, moins souvent le 138e, de l'année du calendrier grégorien ; il en reste ensuite 228.
Son équivalent était généralement le 28 floréal du calendrier républicain ou révolutionnaire français, officiellement dénommé jour de la buglosse (une plante).

## Événements

### XVIesiècle
- 1536 : annulation du mariage d'Anne Boleyn d'avec le roi d'Angleterre et d'Irlande Henri VIII et exécution de son frère George Boleyn.

### XVIIesiècle
- 1642 : Paul de Chomedey de Maisonneuve fonde Ville-Marie, en Nouvelle-France, qui deviendra la ville de Montréal.

### XIXesiècle
- 1805 : Méhémet Ali devient Wali d'Égypte.
- 1809 : annexion des États pontificaux à l'Empire français.
- 1814 : adoption de la Constitution de la Norvège, et élection du prince Christian-Frédéric de Danemark comme roi de Norvège, par l'Assemblée constituante norvégienne à Eidsvoll.

### XXesiècle
- 1917 : conférence germano-austro-hongroise de Kreuznach, première rencontre officielle entre l'empereur allemand Guillaume II et le nouvel empereur d'Autriche Charles Ier.Barrage de Möhne après l'attaque britannique des 16 et 17 mai 1943

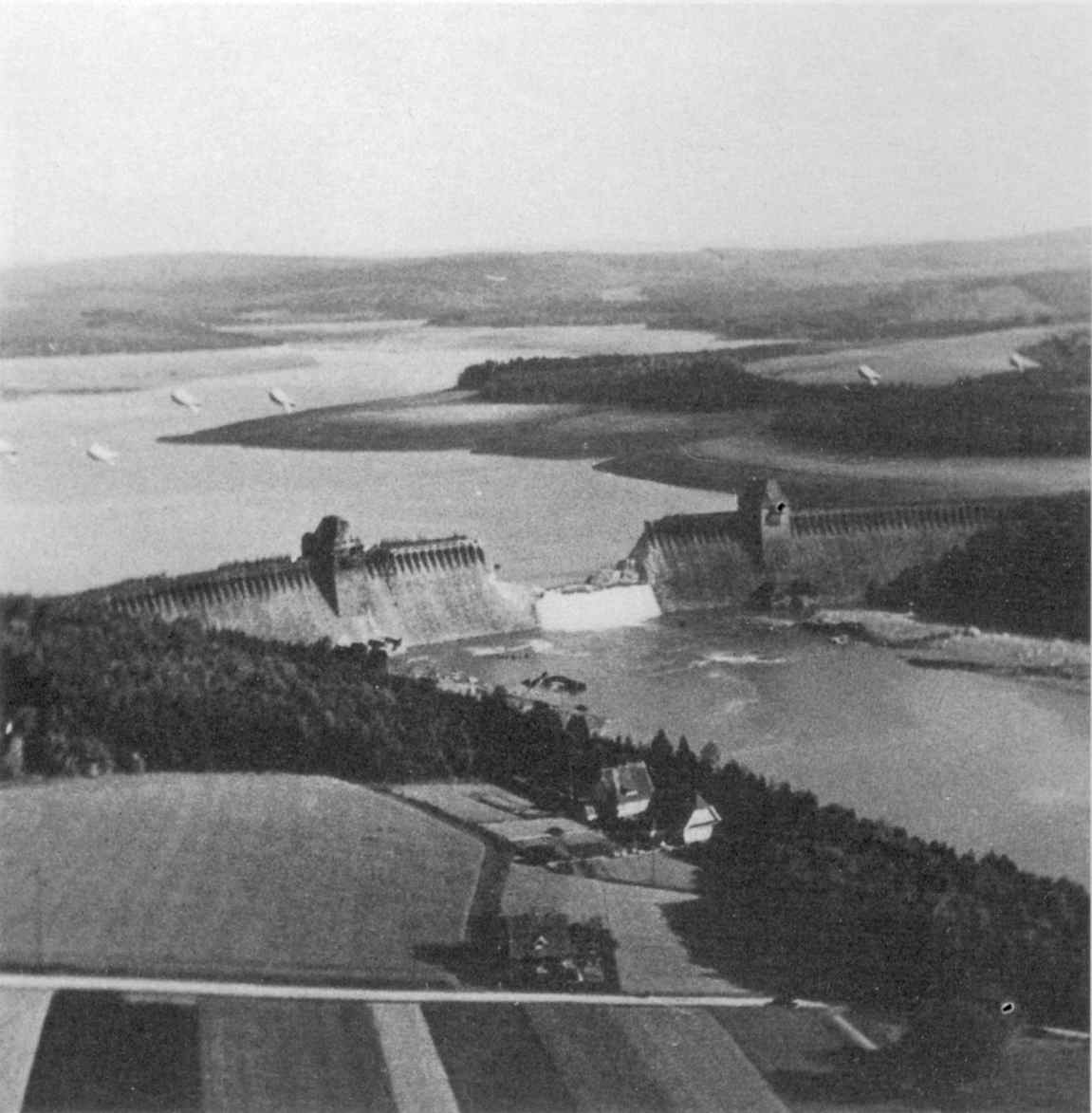
Barrage de Möhne après l'attaque britannique des 16 et 17 mai 1943

- 1940 : le maréchal Pétain est nommé vice-président du Conseil.
- 1943 : 19 Avro Lancaster du 617 Squadron, menés par Guy Gibson, bombardent les barrages de la Möhne, de l'Eder et de la Sorpe (de) (opération Chastise).
- 1946 : résolution no 6 du Conseil de sécurité des Nations unies, relative à la procédure d'admission des nouveaux membres à l'ONU.
- 1954 : l'arrêt Brown v. Board of Education de la Cour suprême interdit la ségrégation raciale dans les écoles publiques des États-Unis.
- 1973 : Mazamet, ville morte, les habitants de Mazamet (Tarn) s'allongent dans les rues de la ville pour matérialiser le nombre de morts sur les routes françaises en 1972. Cette campagne choc de la sécurité routière et les mesures prises par la suite (limitation de la vitesse et port obligatoire de la ceinture de sécurité à partir de juin 1973) permirent d'inverser définitivement la courbe du nombre de tués sur les routes de France[1].
- 1974 : attentats de Dublin et Monaghan pendant le conflit nord-irlandais.
- 1990 : suppression de l'homosexualité de la liste des maladies mentales de la classification internationale des maladies publiée par l'Organisation mondiale de la santé.
- 1995 : les autorités chinoises arrêtent Gedhun Choekyi Nyima et sa famille, un enfant de 6 ans reconnu par le 14e dalaï-lama comme successeur du 10e panchen-lama.
- 1997 : après la prise de Kinshasa, Laurent-Désiré Kabila se proclame président du Zaïre, qu'il rebaptise République démocratique du Congo.

### XXIesiècle
- 2009 :
  - Dalia Grybauskaitė est élue présidente de la République de Lituanie.
  - Fin officielle de la guerre civile du Sri Lanka.
- 2011 : résolution no 1982 du Conseil de sécurité des Nations unies, ayant pour objet des rapports du secrétaire général sur le Soudan.
- 2012 : résolution no 2047 du Conseil de sécurité des Nations unies, ayant également pour objet des rapports du secrétaire général sur le Soudan.
- 2013 : le mariage entre personnes de même sexe et l'adoption homoparentale sont autorisés en République française, par la loi no 2013-404.
- 2016 : le social-démocrate Christian Kern est investi chancelier fédéral d'Autriche une semaine après la démission de son prédécesseur Werner Faymann.

- 2018 : un référendum constitutionnel se déroule au Burundi.
- 2023 : dans un contexte de  crise politique en Équateur, le président Guillermo Lasso (photo) dissout l'Assemblée nationale et provoque une élection présidentielle anticipée[2].

## Arts, culture et religion
- 352 : élection du pape Libère.
- 884 : Adrien III devient le 109e pape.
- 1890 : création de l'opéra Cavalleria Rusticana, de Pietro Mascagni, une des premières œuvres de la Giovane Scuola italienne.
- 1999 : fondation du Grand Chapitre général par le G.O.D.F. de rite français.
- 2019 : en Israël, à Tel Aviv, les Pays-Bas, représentés par Duncan Laurence avec la chanson Arcade remporte le Concours Eurovision de la chanson[3].
- 2025 : à Bâle, en Suisse, l'Autriche, représentée par JJ avec la chanson Wasted Love, remporte le Concours Eurovision de la Chanson[4].

## Sciences et techniques
- 1861 : James Clerk Maxwell réalise la première photographie en vraie couleur devant les membres de la Royal Institution de Londres[5].

## Médias
- 1865 : création à Paris de la plus ancienne organisation intergouvernementale technique de coordination en matière de télécommunications, l'Union internationale du télégraphe.
- 2016 : l'exécutif dégage 5,4 millions d'euros pour la mise en place de la RNT (radio numérique terrestre) à l'horizon de 2017 en région wallonne belge[6].

## Économie et société
- 1724 : éruption du volcan islandais Krafla.
- 1792 : création du New York Stock Exchange (NYSE) à la suite des accords de Buttonwood.
- 1875 : la première course hippique du Kentucky Derby se dispute dans le Kentucky aux États-Unis d'Amérique.
- 1953 : la locution à succès "patrouille de France" est utilisée pour la première fois par le commentateur impressionné d'un meeting de quatre pilotes de la 3e escadre de chasse de Reims au-dessus d'Alger avant d'être officialisée plus tard pour désigner cette formation acrobatique de l'armée de l'air française[7].
- 2025 : aux États-Unis, un navire heurte le tablier du pont de Brooklyn lors d’une manœuvre de sortie du port de New York, entraînant la mort de deux personnes et de multiples blessés à bord du navire[8].

## Naissances

### VIIIesiècle
- 735 : Shōdō Shōnin, moine bouddhiste japonais de l'école Kegon († 21 mars 817).

### XIIesiècle
- 1155 : Jien, moine, poète et historien japonais († 28 octobre 1225).

### XVesiècle
- 1500 : Frédéric II, duc de Mantoue et marquis de Montferrat († 28 juin 1540).

### XVIIesiècle
- 1682 : Bartholomew Roberts, pirate britannique († 10 février 1722).

### XVIIIesiècle
- 1714 : Anne-Charlotte de Lorraine, abbesse de la prestigieuse abbaye de Remiremont († 7 novembre 1773).
- 1741 : Barthélemy Faujas de Saint-Fond, géologue et volcanologue français († 18 juillet 1819).
- 1749 : Edward Jenner, médecin britannique († 26 janvier 1823).
- 1758 : Honoré IV, prince-souverain de Monaco († 16 février 1819).
- 1784 : Antoine Normant, homme politique français († 6 septembre 1849).
- 1788 : Soliman Pacha (Joseph Anthelme Sève ou Selves), officier de la Grande Armée de Napoléon Bonaparte devenu généralissime de l'armée égyptienne († 11 mars 1860).
- 1792 : Marcellin Jobard, lithographe, photographe et inventeur belge († 27 octobre 1861).

### XIXesiècle
- 1803 : Martinus Rørbye, peintre danois († 29 août 1848).

- 1813 : Étienne de Voisins-Lavernière, homme politique français († 20 janvier 1898).
- 1817 : Thomas Davidson, paléontologue britannique († 14 octobre 1885).
- 1828 : Otto Andreas Lowson Mørch, malacologiste suédo-danois († 25 janvier 1878).
- 1836 : Joseph Norman Lockyer, astronome britannique († 16 août 1920).
- 1838 : Charles Tramu, homme politique français († 1er juillet 1919).
- 1845 : Jacint Verdaguer, poète espagnol († 10 juin 1902).
- 1851 : Victor Bendix, chef d'orchestre, pianiste et compositeur danois († 5 janvier 1926).
- 1863 : Léon Gérin, sociologue québécois († 15 janvier 1951).
- 1866 : Erik Satie, compositeur et pianiste français († 1er juillet 1925).
- 1867 : Georgette Agutte, peintre français († 5 septembre 1922).
- 1868 : Horace Dodge, pionnier de l’industrie automobile américaine († 10 décembre 1920).
- 1870 : Henri Bersier, homme politique suisse issu du Parti radical († 15 juin 1941).
- 1873 : Henri Barbusse, écrivain français († 30 août 1935).
- 1877 : Émile Daru, écrivain, journaliste et professeur français († 28 octobre 1965).
- 1883 : Franz Xaver Kappus, officier et écrivain autrichien († 9 octobre 1966).
- 1884 : Louis Duhayon, architecte français († 16 octobre 1963).
- 1891 : Céleste Albaret, employée et inspiratrice de Marcel Proust († 25 avril 1984).
- 1895 : Alexandre Prachay, homme politique français († 22 mai 1943).
- 1897 : Odd Hassel, chimiste norvégien, prix Nobel de chimie en 1969 († 11 mai 1981).
- 1898 : Anagarika Govinda, écrivain germano-suédois, fondateur de l'ordre Arya Maitreya Mandala du bouddhisme tibétain († 14 janvier 1985).
- 1900 : Achille Souchard, coureur cycliste français, champion olympique en 1920 († 24 septembre 1976).

### XXesiècle
- 1901 :
  - Luis Aranha, poète brésilien († 29 juin 1987).
  - Donald Kirke, acteur américain († 18 mai 1971).
- 1903 : Cool Papa Bell, joueur de baseball américain († 7 mars 1991).
- 1904 :
  - Jean Gabin, acteur français († 15 novembre 1976).
  - Eckart Muthesius, architecte allemand († 9 août 1989).
- 1907 : Ilona Elek, escrimeuse hongroise, double championne olympique († 24 juillet 1988).
- 1909 :
  - Marie Christophe Robert Borocco, diplomate et résistant français († 7 février 1971).
  - Magda Schneider, actrice allemande († 30 juillet 1996).
- 1911 :
  - Maurice Celhay, joueur de rugby français († 17 octobre 1980).
  - Maureen O'Sullivan, actrice américaine († 23 juin 1998).
  - Antonio Tovar, linguiste, philologue et historien espagnol († 13 décembre 1985).
- 1912 : 
  - Archibald Cox, juriste et homme politique américain († 29 mai 2004).
  - Sándor Végh, violoniste et chef d'orchestre hongrois († 7 janvier 1997).
- 1914 : Robert N. Thompson, chiropraticien, enseignant universitaire et homme politique canadien († 16 novembre 1997).
- 1915 : 
  - Jean Cazeneuve, sociologue français académicien des sciences morales et politiques († 4 octobre 2005).
  - Richard Martin Stern, romancier américain († 31 octobre 2001).
- 1916 : Stanley Roberts, scénariste et producteur américain († 22 avril 1982).
- 1918 : Birgit Nilsson, soprano suédoise († 25 décembre 2005).
- 1920 : Raymond Gérôme, acteur et metteur en scène belge († 2 février 2002).
- 1921 : Bob Merrill, compositeur, parolier et scénariste américain († 17 février 1998).
- 1922 : 
  - Stephanus Francois Kotzé, homme politique sud-africain († 21 mai 2005).
  - Wei Wei (Miao Mengying dite 韦伟 ou Wéi Wěi), actrice chinoise devenue centenaire.
- 1924 : Roy Bentley, footballeur britannique († 20 avril 2018).
- 1925 :
  - Henri Bergeron, animateur de télévision canadien († 10 juillet 2000).
  - Claude Julien, journaliste français († 5 mai 2005).
  - May-Éliane de Lencquesaing (Marie Marguerite Eliane Miailhe dite), viticultrice française bordelaise.
- 1926 : Marc Honegger, musicologue français († 8 septembre 2003).
- 1927 : Jean-Louis Richard, acteur français († 3 juin 2012).
- 1928 : Jacques Ciron, acteur français († 7 décembre 2022).
- 1930 : Dyne Mousso, actrice québécoise († 23 mai 1994).
- 1931 : Yves Dreyfus, escrimeur français († 16 décembre 2021).
- 1932 : Miloslav Vlk, prélat tchèque, cardinal-archevêque de Prague († 18 mars 2017).
- 1933 : Jean Vautrin, en littérature (Jean Herman au cinéma, dit), écrivain, réalisateur, scénariste et dialoguiste français († 16 juin 2015).
- 1934 :
  - Marlyse de La Grange, présentatrice française d'émission animalière télévisée († 28 mai 1992).
  - Françoise Malaprade, artiste peintre française.
- 1936 : Dennis Hopper, acteur américain († 29 mai 2010).
- 1937 :
  - George Abe, mangaka japonais († 1er septembre 2019).
  - Han Dingxiang, évêque catholique clandestin de Yongnian († 9 septembre 2007).
- 1938 :
  - Pervis Jackson (en), chanteur américain du groupe The Spinners († 18 août 2008).
  - André Valardy, réalisateur, humoriste et acteur belge († 30 avril 2007).
- 1942 : Taj Mahal (Henry Fredericks dit), musicien américain.
- 1943 :
  - Joanna Bruzdowicz, compositrice polonaise issue d'un Groupe de recherches musicales († 3 novembre 2021).
  - Naceur Ktari, réalisateur tunisien.
- 1945 : Tony Roche, joueur de tennis australien.
- 1946 : Zinaïda Tourtchina, sportive ukrainienne élue meilleure joueuse de handball du XXe siècle par l'IHF.
- 1947 : Hawa Abdi, physicienne et militante des droits de l'Homme somalienne.
- 1949 :
  - Bill Bruford, musicien britannique, batteur du groupe Yes.
  - Francine Buchi, journaliste française.
  - Marc Fosset, guitariste français de jazz. († 31 octobre 2020).
  - Andrew Latimer, auteur-compositeur et musicien britannique, guitariste du groupe Camel.
  - Hiroshi Ogawa, homme politique japonais († 2 novembre 2021).
- 1950 : Vincent Roca, fantaisiste, écrivain et chroniqueur radiophonique français.
- 1953 : Gérard Krawczyk, réalisateur et producteur français.
- 1954 :
  - Jean-Marie Bigard, humoriste, acteur et réalisateur français.
  - Pierre Flynn, auteur-compositeur et interprète québécois.
- 1955 :
  - Bill Paxton, acteur américain († 25 février 2017).
  - David Townsend (en), guitariste américain du groupe Surface (en) († 26 octobre 2005).
- 1956 :
  - Sugar Ray Leonard, boxeur américain.
  - Philippe Pascal, auteur-compositeur-interprète breton, du groupe musical rennais Marquis de Sade († 12 septembre 2019).
  - Bob Saget, humoriste, acteur, réalisateur et présentateur de télévision américain († 9 janvier 2022).
  - Barbara Szlachetka, athlète polonaise
- 1957 :
  - Mohamed Lamine Chakhari, homme politique tunisien.
  - Su Miriam, chanteuse de schlager allemande.
  - Pascual Pérez, joueur de baseball dominicain († 1er novembre 2012).
- 1961 :
  - Jamil Azzaoui, auteur-compositeur et interprète québécois.
  - Enya (Eithne Patricia Ní Bhraonáin dite), chanteuse irlandaise.
- 1963 : Takashi Kobayashi, lutteur japonais, champion olympique.
- 1964 :
  - Anne Massoteau, actrice française, doubleuse vocale de Judy Greer et de Stana Katic dans "Castle".
  - Fumihiko Sori, réalisateur, producteur et scénariste japonais.
- 1965 :
  - Kim Jae-yup, judoka sud-coréen.
  - Trent Reznor, musicien américain du groupe Nine Inch Nails.
  - Paige Turco, actrice américaine.
  - Toru Yoshida, footballeur japonais.
- 1966 :
  - Hill Harper, acteur américain.
  - Gilles Quénéhervé, athlète français, spécialiste du sprint.
- 1968 :
  - Sanae Jōnouchi, chanteuse japonaise d'enka.
  - Eugenia Maniokova, joueuse de tennis russe.
  - Saskia Temmink, actrice néerlandaise.
- 1969 : 
  - Alan Doyle, chanteur canadien du groupe Great Big Sea.
  - Joan Llaneras, coureur cycliste sur piste espagnol, double champion olympique.
- 1970 :
  - Simone Kermes, chanteuse d'opéra, d'opérette et de lieder allemande.
  - Jordan Knight, chanteur et compositeur américain du groupe New Kids on the Block.
  - Giovanna Trillini, fleurettiste italienne, quadruple championne olympique.
- 1971 : Ihor Matviyenko, navigateur ukrainien, champion olympique.
- 1973 :
  - Sasha Alexander, actrice américaine.
  - Steve Barakatt, chanteur, pianiste et compositeur québécois d'origine libanaise, ambassadeur de l'UNICEF.
  - Gérald Dahan, humoriste, imitateur, animateur de radio, acteur et insoumis français.
  - Josh Homme, musicien américain du groupe Queens of the Stone Age.
  - Matthew McGrory, acteur américain († 9 août 2005).
- 1974 : Andrea Corr, chanteuse irlandaise du groupe The Corrs.
- 1975 :
  - Cheick Kongo, boxeur thaï français.
  - Marcelinho (Marcelo dos Santos dit), footballeur brésilien.
  - Tony Sylva, footballeur sénégalais.
- 1976 :
  - José Guillén, joueur de baseball dominicain.
  - Wang Leehom, chanteur, compositeur et acteur taïwano-américain.
- 1978 : Norihiro Yamagishi, footballeur japonais.
- 1979 :
  - Max Boublil, acteur et humoriste français.
  - David Jarolím, footballeur tchèque.
- 1981 : Bastien Lucas, chanteur français.
- 1982 :
  - Reiko Nakamura, nageuse japonaise.
  - Tony Parker, basketteur français.
- 1983 :
  - Chris Henry, joueur américain de football américain († 17 décembre 2009).
  - Masahiro Okamoto, footballeur japonais.
- 1984 :
  - Hisato Izaki, acteur et chanteur japonais.
  - Yūsuke Izaki, acteur et chanteur japonais.
  - Passenger (Michael David Rosenberg dit), auteur-compositeur-interprète britannique.
- 1985 :
  - Virginie Giboire, chef cuisinière française.
  - Christine Nesbitt, patineuse de vitesse canadienne d’origine australienne.
  - Matt Ryan, joueur de football américain.
  - Greg Van Avermaet, cycliste sur route belge.
- 1987 :
  - Edvald Boasson Hagen, cycliste norvégien.
  - Ott Lepland, chanteur estonien.
- 1988 :
  - Jenni Hucul, bobeuse canadienne.
  - Nikki Reed, actrice américaine.
- 1989 : Tessa Virtue, patineuse artistique canadienne.
- 1990 : Leven Rambin, actrice américaine.
- 1991 : Johanna Konta, joueuse de tennis britannique.
- 1996 : Jaures Tshibala Mukamba, écrivain congolais.
- 1997 : Tommy Paul, joueur de tennis américain.

### XXIesiècle
- 2002 : Léon Marchand, nageur français

## Décès

### XIesiècle
- Après 1033 (date incertaine) : Guido d'Arezzo, moine italien à l'origine des noms des notes de musique (° 992).

### XIIIesiècle
- 1264 : Warcisław III, duc de Poméranie occidentale (° 1210).

### XIVesiècle
- 1336 : Go-Fushimi, empereur du Japon (° 5 avril 1288).

### XVIesiècle
- 1510 : Sandro Botticelli, peintre italien (° 1er mars 1445).
- 1521 : Edward Stafford (3e duc de Buckingham), aristocrate anglais (° 3 février 1478).
- 1551 : Sin Saimdang, poétesse, peintre et calligraphe coréenne († 29 octobre 1504).

### XVIIIesiècle
- 1729 : Samuel Clarke, théologien britannique (° 11 octobre 1675).
- 1765 : Alexis Claude Clairaut, mathématicien français (° 13 mai 1713).
- 1797 : Michel-Jean Sedaine, dramaturge français (° 2 juin 1719).

### XIXesiècle
- 1818 : Inō Tadataka, géomètre et cartographe japonais (° 11 février 1745).
- 1829 : John Jay, homme politique, diplomate et juriste américain (° 12 décembre 1745).
- 1834 :
  - Pierre Lieou, laïc chinois converti au christianisme, martyr, saint (° v. 1760).
  - Enrique José O'Donnell, militaire espagnol d'origine irlandaise (° 1769).
- 1838 :
  - René Caillé, explorateur français (° 19 novembre 1799).
  - Charles-Maurice de Talleyrand-Périgord, homme politique et diplomate français (° 2 février 1754).
- 1882 : François Chabas, égyptologue français (° 2 janvier 1817).
- 1886 :
  - John Deere, industriel américain, fondateur de l’entreprise John Deere (° 7 février 1804).
  - Thomas Erskine May, homme politique britannique (° 8 février 1815).
  - Josef Haltrich, enseignant, pasteur et folkloriste austro-hongrois (° 22 juillet 1822).

### XXesiècle
- 1919 : Valentin Landry, instituteur et journaliste acadien, fondateur du journal L'Évangéline (° 14 février 1844).
- 1934 : Cass Gilbert, architecte américain (° 29 novembre 1859).
- 1935 : Paul Dukas, compositeur français (° 1er octobre 1865).
- 1944 : Félix Éboué, administrateur colonial et homme politique français (° 26 décembre 1884).
- 1948 : Louis Verheyden, homme politique belge (° 30 juillet 1875).
- 1953 : Xanrof puis Léon Xanrof (Léon Alfred Fourneau dit), auteur-compositeur et chansonnier français et montmartrois, de contes et nouvelles, comédies, revues et opérettes (° 9 décembre 1867).
- 1960 : Jules Supervielle, homme de lettres français (° 16 janvier 1884).
- 1962 : Daniel Sorano, acteur français (° 14 décembre 1920).
- 1968 : Cho Chi-hun, poète et critique coréen (° 3 décembre 1920).
- 1969 : Josef Beran, prélat tchèque, cardinal-archevêque de Prague de 1946 à 1969 (° 29 décembre 1888).
- 1981 : Marguerite Frey-Surbek, peintre suisse (° 23 février 1886).
- 1987 : Gunnar Myrdal, économiste suédois, co-lauréat du prix Nobel d'économie en 1974 (° 6 décembre 1898).
- 1992 : Lawrence Welk, musicien, chef d’orchestre et producteur de télévision américain, présentateur de l'émission The Lawrence Welk Show (en) (° 11 mars 1903).
- 1993 : Henry Lhotellier, maître verrier et peintre français († 13 décembre 1908).
- 1994 : Pierre-Horace Boivin, homme politique québécois et fondateur du zoo de Granby (° 24 septembre 1905).
- 1995 : Hector Blake dit Toe Blake, joueur et instructeur canadien de hockey sur glace (° 21 août 1912).
- 1996 :
  - Scott Brayton, pilote de course automobile américain (° 20 février 1959).
  - Mary Haas, linguiste américaine (° 12 janvier 1910).
  - Johnny « Guitar » Watson, musicien américain (° 3 février 1935).
- 1997 : Mikhaïl Bytchkov, hockeyeur sur glace soviétique puis russe (° 22 mai 1925).
- 1998 :
  - Nina Dorliak, soprano soviétique puis russe (° 7 juillet 1908).
  - Thomas G. Dummer, ostéopathe britannique (° 23 octobre 1915).
- 2000 : Yola Cain, aviatrice jamaïcaine (° 1954).

### XXIesiècle
- 2001 : Frank G. Slaughter, médecin et romancier américain (° 25 février 1908).
- 2002 :
  - Gloria Jacobsen, illusionniste américaine (° 21 août 1927).
  - László Kubala, footballeur hongrois (° 10 juin 1927).
- 2003 : Pop Ivy (en), joueur puis entraîneur de football américain (° 25 janvier 1916).
- 2004 :
  - Tony Randall, acteur américain (° 26 février 1920).
  - Cathy Rosier, actrice française (° 2 janvier 1945).
- 2005 :
  - Keiiti Aki, sismologue japonais (° 3 mars 1930).
  - Frank Gorshin, acteur américain (° 5 avril 1933).
  - Claude Mettra, écrivain français (° 14 août 1922).
  - Jean-Pierre Pincemin, peintre français (° 7 avril 1944).
- 2007 :
  - Lloyd Alexander, écrivain américain (° 30 janvier 1924).
  - Kwon Jeong-saeng, écrivain sud-coréen (° 10 septembre 1937).
  - Eugen Weber, historien américain (° 24 avril 1925).
- 2009 :
  - Mario Benedetti, écrivain uruguayen (° 14 septembre 1920).
  - Daniel Carasso, homme d'affaires franco-espagnol (° 16 décembre 1905).
  - Marcel Robidas, homme politique québécois (° 4 novembre 1923).
  - Velupillai Prabhakaran, rebelle sri-lankais tamoul, dirigeant des Tigres de libération de l'Îlam tamoul (° 26 novembre 1954).
- 2010 :
  - François Ceyrac, ancien président du CNPF (° 12 septembre 1912).
  - Richard Gregory, psychologue et neuropsychologue britannique (° 24 janvier 1923).
  - Yvonne Loriod, pianiste de concert et pédagogue française, veuve du compositeur Olivier Messiaen (° 20 janvier 1924).
  - Pierre Marion, haut fonctionnaire français (° 24 janvier 1921).
  - Bobbejaan Schoepen, chanteur et guitariste belge (° 16 mai 1925).
  - Fritz Sennheiser, entrepreneur allemand (° 9 mai 1912).
  - Walasse Ting, peintre chinois (° 13 octobre 1929).
- 2011 : Harmon Killebrew, joueur de baseball américain (° 29 juin 1936).
- 2012 :
  - Warda al-Jazairia, chanteuse algérienne (° 22 juillet 1939).
  - France Clidat, pianiste française (° 22 novembre 1932).
  - Gideon Ezra, homme politique israélien (° 30 juin 1937).
  - Hucleux (Jean Olivier Hucleux dit), peintre et dessinateur français (° 11 mars 1923).
  - Donna Summer, chanteuse américaine (° 31 décembre 1948).
- 2013 :
  - Philippe Gaumont, coureur cycliste français (° 22 février 1973).
  - Elijah Harper, chef de tribu autochtone et homme politique canadien (° 3 mars 1949).
  - Ken Venturi (en), golfeur professionnel américain (° 15 mai 1931).
  - Jorge Rafael Videla, général et homme d’État argentin, quarante-deuxième président de l'Argentine de 1976 à 1981 (° 2 août 1925).
- 2014 : Gerald Edelman, biologiste américain, prix Nobel de physiologie ou médecine en 1972 (° 1er juillet 1929).
- 2015 :
  - Claude Carliez, escrimeur et cascadeur français (° 10 janvier 1925).
  - Chinx (Lionel Pickens dit), rappeur américain (° 3 décembre 1983).
- 2016 :
  - Seán Ardagh, homme politique irlandais (° 25 novembre 1947).
  - Guy Clark, chanteur et compositeur de musique folk américain (° 6 novembre 1941).
  - Deddy Dores (id), chanteur et compositeur indonésien (° 28 novembre 1950).
  - Paulo Emílio, gérant de football brésilien (° 3 janvier 1936).
  - Alexandru Lăpușan (en), homme politique roumain, maire de Dej, député et ministre de l'Agriculture (° 1er février 1955).
  - Marlene Marder, guitariste suissesse du groupe de punk rock LiLiPUT (° inconnue).
  - Yūko Mizutani, doublure vocale japonaise (° 4 novembre 1964).
  - Lino Toffolo, acteur et chanteur italien (° 31 décembre 1934).
- 2018 : Nicole Fontaine, femme politique française (° 16 janvier 1942).
- 2020 : Lucky Peterson (Judge Kenneth Peterson dit), guitariste, organiste et chanteur américain de blues (° 13 décembre 1964).
- 2022 :
  - Robert Bertrand, assureur, homme d'affaires et homme politique canadien (° 4 avril 1953).
  - Mohammad Abdel-Hamid Beydoun, homme politique libanais (° 5 février 1952).
  - Rolands Kalniņš, réalisateur soviétique puis letton (° 9 mai 1922).
  - Édouard Kutter, photographe luxembourgeois (° 5 novembre 1934).
  - Rodri, footballeur international espagnol (° 8 mars 1934).
  - Françoise Rudetzki, dirigeante d'entreprisevictime française d'un acte terroriste puis militante anti-terrorisme en faveur des droits des victimes (° 20 juillet 1948).
- 2023 :
  - Ray Austin, réalisateur et acteur britannique (° 5 décembre 1932).
  - Graham Gipson, athlète de sprint australien (° 21 mai 1932).
  - Billy Graham, catcheur américain (° 7 juin 1943).
  - James Hartle, physicien américain (° 20 août 1939).
  - S. P. Hinduja, homme d'affaires, investisseur et philanthrope britannique (° 28 novembre 1935).
  - Jean Madelain, homme politique français (° 9 janvier 1924).
  - Jean-Jacques Merland, neuroradiologue français (° 9 février 1942).
  - Jan Olsson, footballeur suédois (° 18 mars 1944).
  - Guy Pauthe, joueur de rugby à XV français (° 24 octobre 1932).
  - Jean-Louis Pesch, scénariste et dessinateur français de bandes dessinées, principalement connu pour la série des Aventures de Sylvain et Sylvette (° 29 juin 1928).
  - Edward Southern, athlète de haies américain (° 4 janvier 1938).
  - Dinmukhammed Ulysbayev, coureur cycliste kazakh (° 21 juillet 1998).
- 2024 :
  - Bud Anderson, aviateur de la Seconde Guerre mondiale américain (° 13 janvier 1922).
  - Gordon Bell, ingénieur et chercheur en informatique américain (° 19 août 1934).
  - Pat Buckley, ancien évêque catholique indépendant irlandais (° 2 mai 1952).
  - Mahlon DeLong, neurologue américain (° 1938).
  - Avtandil Djorbenadze, homme politique géorgien (° 23 février 1953).
  - Sid Going, joueur de rugby à XV néo-zélandais (° 19 août 1943).
  - Zari Khoshkam, actrice iranienne (° 29 décembre 1947).
  - Roberta Marrero, artiste, écrivaine, poète, chanteuse, DJ et actrice espagnole (° 2 mars 1972).
  - Stephen J. Rivele, scénariste et producteur américain (° 6 mai 1949).
  - Hideyuki Umezu, seiyū japonais (° 24 juillet 1955).
- 2025 : 
  - Michael Ledeen, historien, joueur de bridge, journaliste et homme politique américain (° 1er août 1941).
  - Franco Merli, acteur italien (° 31 octobre 1956).
  - Elisabeth Orth, actrice autrichienne (° 8 février 1936).
  - Werenoi, rappeur français (° 30 janvier 1994).

## Célébrations

### Internationales
- Nations unies : « journée mondiale des télécommunications et de la société de l'information »[9].
- « Journée mondiale contre l'homophobie, la transphobie et la biphobie » ou IDAHOT (pour International day against Homophobia and Transphobia).

### Nationales
- Argentine : « jour / fête de la marine ».Un mémorial de la famine à Dublin en république d'Eire

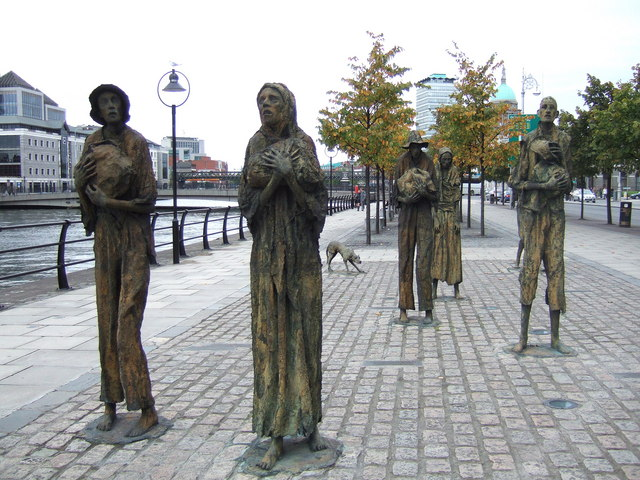
Un mémorial de la famine à Dublin en république d'Eire

- Région autonome de Bougainville (en Papouasie-Nouvelle-Guinée) : « jour du Souvenir » (Remembrance Day), jour férié, pour les morts de la guerre civile de Bougainville[10].
- République démocratique du Congo (Union africaine) : « fête de la Libération »[11].
- Eire / Irlande (Union européenne à zone euro) : journée nationale de commémoration de la famine (en) organisée depuis 2008 le deuxième dimanche de mai en commémoration de la Grande famine irlandaise (date possible, photographie jointe).
- Galice et ses diasporas (Espagne, Union européenne à zone euro) : « journée des lettres galiciennes » en langue galicienne notamment.
- Norvège (Europe et OTAN) : « fête nationale ».
- Polynésie française (France et Union européenne d'outre-Océanie Pacifique) : Rurumiraa / cérémonie de la fin de la période de l'abondance et du début de celle de la disette[12].

### Religieuses
- Bahaïsme : « fête d'‘Aẓamat » en ce premier jour du mois d'‘Aẓamat / de la grandeur.
- Christianisme orthodoxe : commémoration de l'incendie de Jérusalem par les Perses le 20 mai 614, dans le lectionnaire de Jérusalem, avec des lectures de II Tim. 1, 16 – 2, 15 (Paul en prison), des Ac. 4, 5-22 (Pierre en prison) ou / et de Lc 21, 20-36 (les païens à Jérusalem, les croyants en captivité) ; et Jérusalem pour mot commun avec les Actes.
- Christianisme : date possible pour l'hypostase de la Sainte Trinité, le dimanche en octave de Pentecôte entre 17 mai et 20 juin dans le catholicisme (dimanche 12 juin en 2022).

### Saints des Églises chrétiennes

#### Saints des Églises catholiques et orthodoxes
Référencés ci-après in fine, :
- Adrion († VIe siècle), martyr.
- Andronique et Junie († 58), époux, compagnons de saint Paul de Tarse.
- Émilien Ier de Vercelli († 506), évêque de Vercelli / Verceil.
- Héraclius et Paul († 303), martyrs à Noviodunum en Mésie.
- Madron († 545), ermite.
- Montan du Luxembourg († VIe siècle), ermite.
- Restitude d'Afrique († 304), vierge et martyre.
- Solocarne (IVe siècle), martyr.
- Tropez (Ier siècle), martyr.
- Victor de Rome († IVe siècle), martyr à Rome.

#### Saints et bienheureux des Églises catholiques
référencés ci-après :
- Antonia Mesina († 1935), bienheureux laïque italienne martyre de la pureté.
- Ivan Ziatyk (en) († 1952), bienheureux prêtre rédemptoriste ukrainien martyr.
- Julie Salzano († 1929), religieuse italienne fondatrice des sœurs catéchistes du Sacré-Cœur.
- Pascal Baylon († 1592), frère mineur en Espagne qui propagea la dévotion à la sainte eucharistie.
- Pierre Liéou Ouen Yen († 1834), laïc martyr en Chine.

#### Saints orthodoxes
aux dates parfois "juliennes" / orientales :
- Athanase de Christianopolis (XVIIe siècle), évêque dans le Péloponnèse appelé aussi « Athanase le Nouveau ».
- Eudoxie († 1047), princesse russe.
- Nectaire et Théophane de Barlaam († 1544), fondateurs du monastère aux Météores.
- Nicolas de Metsovo († 1617), néo-martyr en Épire.

### Prénoms du jour
Bonne fête aux Pascal et ses formes féminines : Pascale et Pascaline.
Et aussi aux :
- Restitute et
- aux Tudon et ses variantes autant bretonnes : Tudona, Tugdon, Tugdonie, etc. (Tudy fêtés l'un des jours précédents).

## Traditions et superstitions
7è voire 6è jour possible des quatre-temps d'été, en cas de semaine de la Pentecôte simultanée.

### Dictons
- « À la saint-Pascal, s'il fait beau, l'été sera méridional. »[réf. nécessaire]
- « À la saint-Pascal, traiter les pucerons, c’est radical. »[15][réf. à confirmer]
- « S'il tonne au jour de Saint-Pascal, sans grêle ce n'est pas un mal. »[16]
- « Tonnerre de Saint-Pascal, sans grêle ce n'est pas un mal. »[17]

### Astrologie
Signe du zodiaque : 27e jour du signe astrologique du Taureau.

## Toponymie
Les noms de plusieurs voies, places, sites ou édifices de pays ou provinces francophones contiennent cette date sous différentes graphies : voir Dix-Sept-Mai .